# Adolphe Lenoir
Pour les articles homonymes, voir Lenoir.
Adolphe Lenoir, né le 6 août 1802 à Meaux (Seine-et-Marne) et mort le 17 juin 1860  à Paris, est un médecin, professeur agrégé à la Faculté de médecine de Paris, chirurgien à l'Hôpital Necker.

## Aperçu biographique
Fils d'un boulanger, il suit des études classiques en Belgique auprès de son beau-frère Louis Vincent Raoul, professeur à l'Université de Gand. De retour en France, il fréquente le Lycée Henri-IV à Paris. Il commence ses études médicales à Meaux, notamment auprès du Docteur Houzelot (père), médecin à l'Hôtel-Dieu de Meaux. Il s'inscrit à la Faculté de médecine de Paris en novembre 1821. Nommé externe fin 1824, il est reçu interne en 1827, premier de sa promotion. Il passe sa première année à l'Hôtel-Dieu avant de rejoindre Magendie à la Salpêtrière. Il est le préparateur de Lisfranc à l'amphithéâtre de la Pitié et termine son internat avec Blandin et Marjolin à l'Hôpital Beaujon.
Il est, à l'âge de 23 ans, recruté par Cruveilhier pour refonder de la Société anatomique de Paris en 1826, nommé premier secrétaire de la société savante, du 9 juillet 1826 au 9 mai 1827. Il affirme la réalité de la théorie cellulaire dès ses premières publications en 1828 dans le Bulletin des sciences naturelles (page 141 et 192). Il est également fondateur de la Société de chirurgie dont il sera président.
Il est nommé aide d'anatomie en 1831 puis prosecteur en 1833 tout en soutenant sa thèse. Il est nommé agrégé à la section de chirurgie la même année et chirurgien du bureau central en 1835. Il est nommé chirurgien à l'hôpital de Lourcine le 18 mars 1840 puis à l'Hôpital Necker le 18 août 1842. Il occupe ce poste jusqu'à la fin de sa vie. Il meurt des suites d'une pyélonéphrite purulente précédée par plusieurs crises de coliques néphrétiques le 17 juin 1860 en son domicile dans le 7e arrondissement de Paris.

## Œuvres et publications

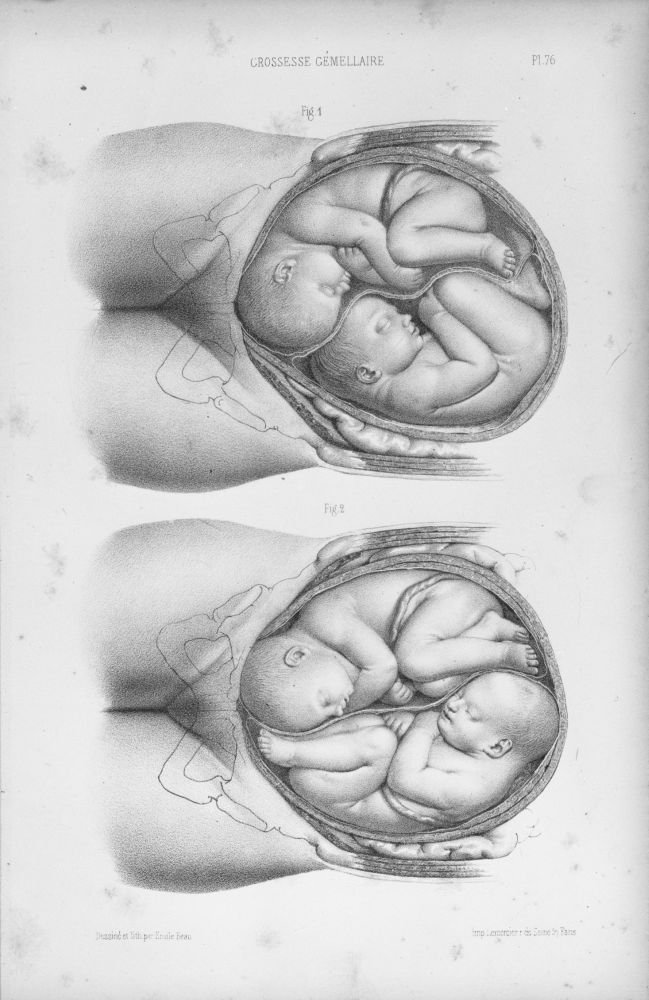
« Grossesse gémellaire », in: Atlas complémentaire de tous les traités d'accouchements, Masson (Paris), 1865. Lithographie par Emile Beau.

- Exposé des travaux de la société anatomique en 1826, [Extrait de : La Nouvelle Bibliothèque médicale], Société anatomique de Paris, Paris , [s.n.], 1827, 1 vol. (20 p.) ; In 8.
- Dissertation sur quelques point d'anatomie, de physiologie et de pathologie, [Thèse de Médecine N° 315, Paris, 1833], impr. de Didot jeune (Paris), 1833, 1 vol. (22 p.) ; In-4.
- Quels sont les cas et quels sont les lieux où il convient d’amputer la jambe ? [Thèse d’agrégation en chirurgie, présentée le 31 août 1835], Béthune & Plon, 1835, 47 p., Texte intégral.
- Note sur une modification de la méthode circulaire appliquée à l'amputation de la jambe au-dessus des malléoles, impr. de F. Locquin (Paris), 1840, in-8° , 12 p., fig.
- Notice biographique sur Giraudeau de Saint-Gervais,[Extrait de la Revue générale biographique, politique et littéraire], Le Biographe universel (Paris), 1843, In-8° , 23 p.
- Atlas complémentaire de tous les traités d'accouchements, 1846, [édition augmentée et continuée par Marc Daniel Sée ,Stéphane Tarnier, Victor Masson et fils (Paris), 1865, 2 vol. (312 p.-XV-105 pl.) : ill. ; 29 cm], Texte intégral.
- Exposé des titres scientifiques du Docteur A. Lenoir, pour une place vacante à l'Académie nationale de médecine dans la section d'accouchements, Impr. Martinet (Paris), 1850 [circa], Texte intégral.
- Traité des maladies du sein et de la région mammaire, [Extrait du Moniteur des hôpitaux, janvier 1856], impr. de P. Dupont (Paris), [1856], 1 vol. (20 p.), In-8.

En collaboration
- avec Louis Charles Roche et Louis Joseph Sanson: Nouveaux éléments de pathologie médico-chirurgicale ou Traité théorique et pratique de médecine et de chirurgie, Baillière (Paris),  1844 (4e éd.), 5 vol. (XXI-816 p., 532 p., 668 p., 723 p., 748 p.) ; in-8.

Éditeur scientifique
- Muḥammad ibn Zakarīyā Abū Bakr al Razi : Traité de la variole et de la rougeole de Razès, [traduction avec Lucien Leclerc], Paris , Baillière, 1866, 1 vol., 58 p., Texte intégral.